# Tânia Terezinha da Silva
Tânia Terezinha da Silva (Novo Hamburgo, 1º de julho de 1963) é uma técnica em enfermagem e política brasileira. Filada ao MDB, foi eleita vereadora, em 1996, no município de Dois Irmãos (RS), presidente da Câmara Municipal e prefeita do município em 2012 e reeleita em 2016. Foi a primeira mulher e a primeira mulher negra eleita para o cargo. 
Filha de uma empregada doméstica e de um caminhoneiro, a caçula de seis irmãos, Tânia Terezinha é servidora concursada da prefeitura de Dois Irmãos. Filiou-se ao PMDB em 1995, sendo eleita vereadora em 1996, a quarta mais votada. Não conseguiu se reeleger no pleito seguinte, assumindo a coordenação do posto 24 horas do município. 
Em 2008, recebeu 2.055 votos, a mais votada da cidade e foi eleita, por unanimidade, presidente da Câmara Municipal.
Em 2012, em eleição apertada, venceu a disputa pela prefeitura com 9.450 votos, contra 8.840 do ex-prefeito Gerson Schwngber (PT). Foi reeleita para o cargo em 2016, com 56,33% dos votos.
Em janeiro de 2018, assumiu o cargo de presidente da Associação dos Municípios do Vale do Rio dos Sinos.